# Stachyandra
Stachyandra es un género de plantas perteneciente a la familia Picrodendraceae. Comprende cuatro especies originarias de Madagascar.

## EspeciesdeStachyandra
- Stachyandra imberbis (Airy Shaw) Radcl.-Sm., Kew Bull. 45: 567 (1990).
- Stachyandra merana (Airy Shaw) J.-F.Leroy ex Radcl.-Sm., Kew Bull. 45: 567 (1990).
- Stachyandra rufibarbis (Airy Shaw) Radcl.-Sm., Kew Bull. 45: 568 (1990).
- Stachyandra viticifolia (Airy Shaw) Radcl.-Sm., Kew Bull. 45: 568 (1990).